# Vasile Iordache
Vasile Iordache (ur. 9 października 1950 w Jassach) – rumuński piłkarz występujący na pozycji bramkarza.

## Kariera klubowa
Iordache zawodową karierę rozpoczynał w 1969 roku w klubie Politehnica Jassy z Divizii A. Spędził tam dwa lata. W sumie rozegrał tam 28 spotkań. W 1972 roku został graczem Steauy Bukareszt. Występował tam przez kolejne 12 lat. W tym czasie zdobył z zespołem dwa mistrzostwa Rumunii (1976, 1978), dwa Puchary Rumunii (1976, 1979), a także wywalczył z nim trzy wicemistrzostwa Rumunii (1977, 1980, 1984). Łącznie zagrał tam w 231 meczach. W 1984 roku Iordache przeniósł się do drużyny FCM Brașov, gdzie w 1986 roku zakończył karierę.

## Kariera reprezentacyjna
W reprezentacji Rumunii Iordache zadebiutował 12 maja 1976 roku w przegranym 0:1 towarzyskim meczu z Bułgarią. W 1984 roku został powołany do kadry na Mistrzostwa Europy. Nie zagrał tam jednak w żadnym pojedynku. Z tamtego turnieju Rumunia odpadła po fazie grupowej. W latach 1976–1984 w drużynie narodowej Iordache rozegrał w sumie 25 spotkań.